# Tux (Tirol)
Tux is een gemeente in de Oostenrijkse deelstaat Tirol, en maakt deel uit van het district Schwaz.
Tux telt 1938 inwoners. Tux bestaat uit 5 dorpskernen: Vorderlanersbach, Lanersbach, Madseit, Juns en Hintertux.
Het dorp Hintertux bestaat maar uit een aantal huisjes en een aantal hotels. De kabelbanen van de Hintertuxer Gletscher beginnen helemaal zuidelijk van het dorpje. Deze voeren van 1500 meter naar een hoogte van 3250 meter.